# Капрара (Ређо Емилија)
Капрара (итал. Caprara) је насеље у Италији у округу Ређо Емилија, региону Емилија-Ромања.
Према процени из 2011. у насељу је живело 1347 становника. Насеље се налази на надморској висини од 37 м.